# Bakkejorda
Bakkejorda est une localité du comté de Troms, en Norvège.

## Géographie
Administrativement, Bakkejorda fait partie de la kommune de Skånland.